# Kangaroo Island
Kangaroo Island (deutsch Känguru-Insel, frühere Schreibweise Känguruh-Insel) ist nach Tasmanien und der Melville-Insel die drittgrößte Insel Australiens.
Sie liegt 112 Kilometer südwestlich von Adelaide im Gulf Saint Vincent im Bundesstaat South Australia.

## Geografie

### Lage
Die Insel ist 145 Kilometer lang, zwischen 900 Metern und 57 Kilometern breit und hat 509 Kilometer Küstenlinie. Sie ist mit einer Fläche von 4405 Quadratkilometern Australiens drittgrößte Insel. Die höchsten Erhebungen befinden sich auf dem Plateau der Nordküste mit 307 Metern über dem Meeresspiegel.
Die Insel liegt 13 Kilometer von der Küste und Cape Jervis entfernt an der Spitze der Fleurieu-Halbinsel und ist von dieser durch die Backstairs Passage getrennt.

### Klima
Die Winter zwischen Juni und September sind mild und feucht, die Sommer gewöhnlich warm und trocken.
Durch die Lage im Indischen Ozean werden im Sommer insbesondere entlang der Küste nur selten Temperaturen über 35 °C erreicht. Die durchschnittliche Höchsttemperatur liegt im August bei 16 °C, im Februar, dem heißesten Monat des Jahres, zwischen 26 und 27 °C. Zwischen Mai und September fallen 2/3 der jährlichen Niederschlagsmenge. Diese variiert zwischen 450 mm in Kingscote und 1000 mm bei Gosse. Der feuchteste Monat ist der Juli.
|                       | Jan  | Feb  | Mär  | Apr  | Mai  | Jun  | Jul  | Aug  | Sep  | Okt  | Nov  | Dez  |   |      |
| Mittl. Tagesmax. (°C) | 26,3 | 26,6 | 24,4 | 21,6 | 18,6 | 16,1 | 15,4 | 16,0 | 17,7 | 19,8 | 22,8 | 24,8 | ⌀ | 20,8 |
| Mittl. Tagesmin. (°C) | 13,1 | 13,4 | 11,0 | 8,5  | 7,8  | 6,6  | 5,9  | 5,7  | 6,4  | 7,0  | 9,7  | 10,8 | ⌀ | 8,8  |

| 13,1 |

| 13,4 |

| 11,0 |

| 8,5 |

| 7,8 |

| 6,6 |

| 5,9 |

| 5,7 |

| 6,4 |

| 7,0 |

| 9,7 |

| 10,8 |

| 13,1 |

| 13,4 |

| 11,0 |

| 8,5 |

| 7,8 |

| 6,6 |

| 5,9 |

| 5,7 |

| 6,4 |

| 7,0 |

| 9,7 |

| 10,8 |

### Bevölkerung
Auf der Insel leben rund 4.900 Menschen (Stand 2021) Im Hauptort Kingscote leben etwa 1750 Menschen. Die Insel bildet ein eigenes Verwaltungsgebiet, den District Council of Kangaroo Island.

## Geschichte

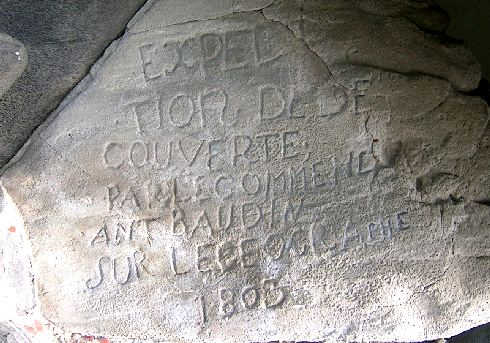
Inschrift der Baudin-Expedition auf der Känguru-Insel

Die Insel wurde vor ungefähr 10.000 Jahren durch den Anstieg des Meeresspiegels vom australischen Festland getrennt. Die Funde von steinernen Werkzeugen legen die Vermutung nah, dass dieser Teil Australiens bereits vor 11.000 Jahren besiedelt war. Derzeit wird angenommen, dass die damaligen Ureinwohner um 200 v. Chr. verschwanden. Der Grund hierfür wird in Krankheiten, Stammesfehden, Klimaveränderung oder Abwanderung vermutet.
1802 benannte der britische Entdecker Matthew Flinders die Insel Kangaroo Island, nachdem er in der Nähe von Kangaroo Head an der Nordküste der Dudley-Halbinsel an Land gegangen war. Im folgenden Jahr traf Nicolas Baudin auf seiner Expedition von 1800–1804 auf der Insel ein.
In der Folge entstand auf der Insel eine kleine Gemeinschaft ehemaliger Robbenjäger. Die verwilderten Männer entführten gewaltsam Aboriginefrauen von Tasmanien und dem Festland auf ihre Insel. Mit der Zeit errichteten sie Häuser und betätigten sich erfolgreich als Landwirte.
Kingscote, der größte Ort der Insel, ist die erste offiziell von Europäern gegründete Siedlung in South Australia. Sie wurde am 27. Juli 1836 am Reeves Point gegründet. Nach nur wenigen Monaten übersiedelten die Neuankömmlinge nach Adelaide, wo mehr Land und mehr Versorgungsmittel zur Verfügung standen.
Nachdem bereits 2007 bei Buschfeuern große Flächen abbrannten, wüteten Anfang Januar 2020 im Westen der Insel erneut schlimme Brände, die rund ein Drittel der Insel zerstörten. Zwei Menschen und Tausende, zum Teil seltene Tiere wurden Opfer der Flammen, zudem Wohnhäuser, Hotels und touristische Infrastruktur.

## Wirtschaft
Die Insel ist in weiten Teilen landwirtschaftlich geprägt. Wirtschaftsgüter sind Wein, Honig, Wolle, Fleisch und Getreide. Daneben spielt die Fischerei und zunehmend der Ökotourismus eine Rolle.
Kangaroo Island ist für seinen Honig berühmt. Es ist ein seit 1885 bestehendes Bienenschutzgebiet. Es wird davon ausgegangen, dass die Insel heute die letzte genetisch reine Population der 1884 aus Ligurien eingeführten neobiontischen Honigbiene Apis mellifera ligustica ist (wobei neuere wissenschaftliche Erkenntnisse darauf schließen lassen, dass die Bienen von Kangaroo Island eine hybride Form darstellen, die näher mit Apis mellifera mellifera verwandt ist). Die Einfuhr von Bienen, Gegenständen zur Zucht oder Produkte von Bienen ist verboten. Exportierte Honigbienen-Königinnen spielen in der Kombinationszucht bei den Buckfastbienen eine Rolle.

## Verkehr
Die Insel kann per Flugzeug von Adelaide, der Hauptstadt von South Australia, in 30 Minuten erreicht werden. Ein kleiner Flughafen (IATA-Code: KGC) liegt südwestlich von Kingscote. Die Autofähre Sealink verkehrt zwischen Cape Jervis und Penneshaw. Die Überfahrt dauert ungefähr 50 Minuten. In den Jahren 2007 und 2008 gab es eine Autofähre namens Kangaroo Island Ferry von Wirrina Cove nach Kingscote.

## Tiere und Schutzgebiete

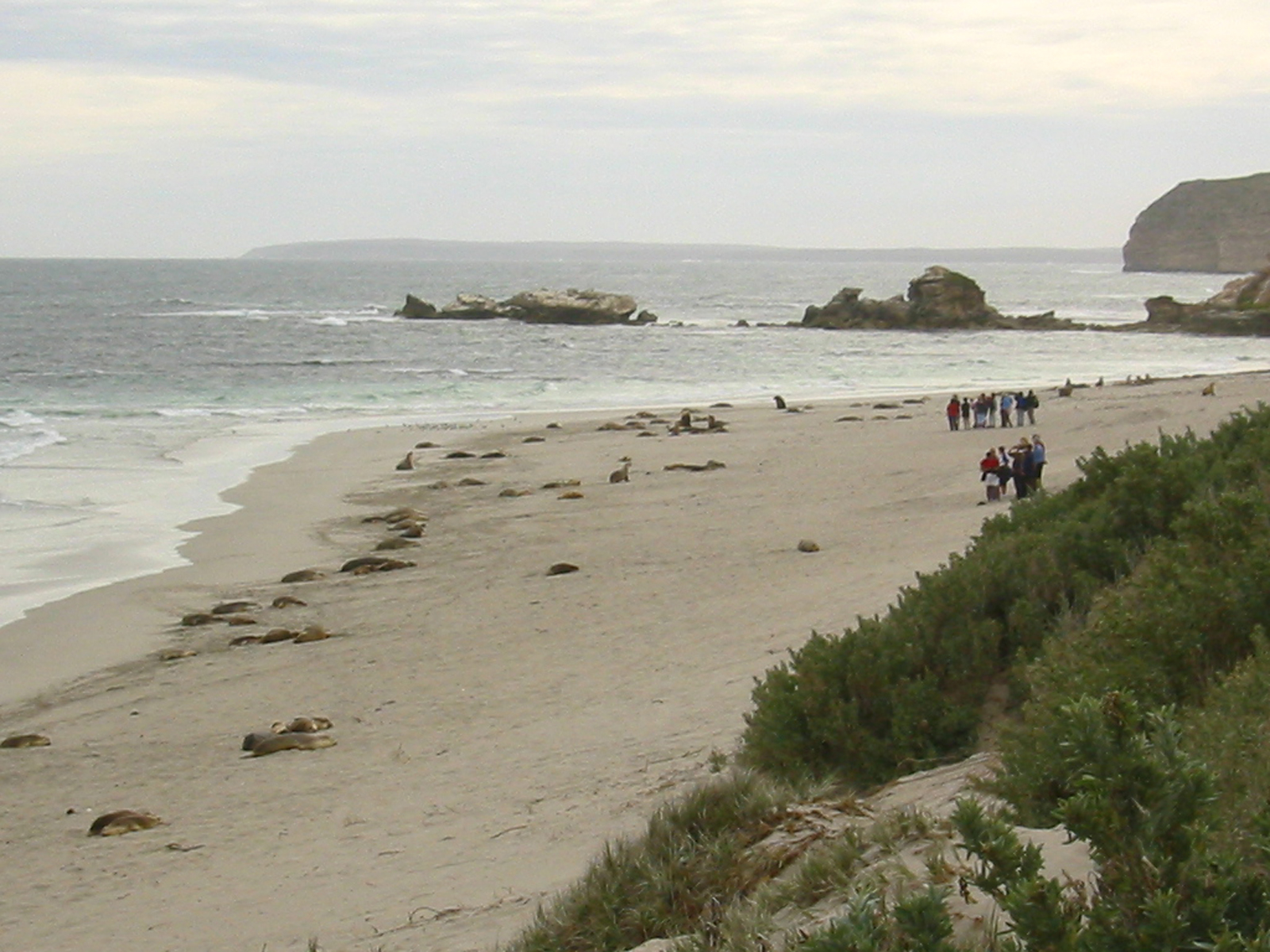
Seelöwen am Strand

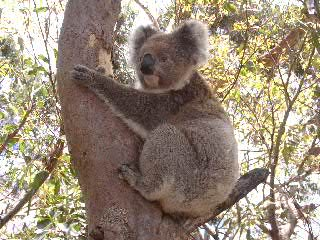
Koala auf der Känguru-Insel

Über die Hälfte der Insel hat ihre üppige Ursprungsvegetation bewahrt. Für mehr als ein Drittel der Inselfläche wurden Nationalparks und Schutzgebiete, die fünf Wildschutzgebiete einschließen, ausgewiesen.
Die größten Schutzgebiete sind:
- Flinders-Chase-Nationalpark
- Sealbay Conservation Park
- Cape Gentheaume Wilderness Protection Area
- Cape Bouguer Wilderness Protection Area

Aufgrund ihrer Isolation vom Festland sind auf der Insel keine Füchse und Kaninchen vorhanden. Das Derbywallaby, der Fuchskusu und der Kurzschnabeligel sind auf der Insel heimisch wie auch sechs Fledermaus- und Froscharten, an den Küsten leben Zwergpinguin, Neuseeländische und Australische Seebären sowie Australische Seelöwen. Zur Avifauna der Insel zählt außerdem der Braunkopf-Rabenkakadu. Der endemische Känguru-Insel-Emu (Dromaius baudinianus) ist ausgestorben. Koalas, Ringbeutler und das Schnabeltier wurden auf der Insel angesiedelt und sind heimisch geworden. Die Koalas haben sich inzwischen so stark vermehrt, dass Verhütungsmittel eingesetzt werden, um ein weiteres Anwachsen der Population zu stoppen, da sonst die Gefahr bestünde, dass nicht ausreichend Nahrung zur Verfügung stünde.
Im Meer leben die mit den Seepferdchen verwandten Fischarten Großer Fetzenfisch und Kleiner Fetzenfisch.

## Sehenswürdigkeiten

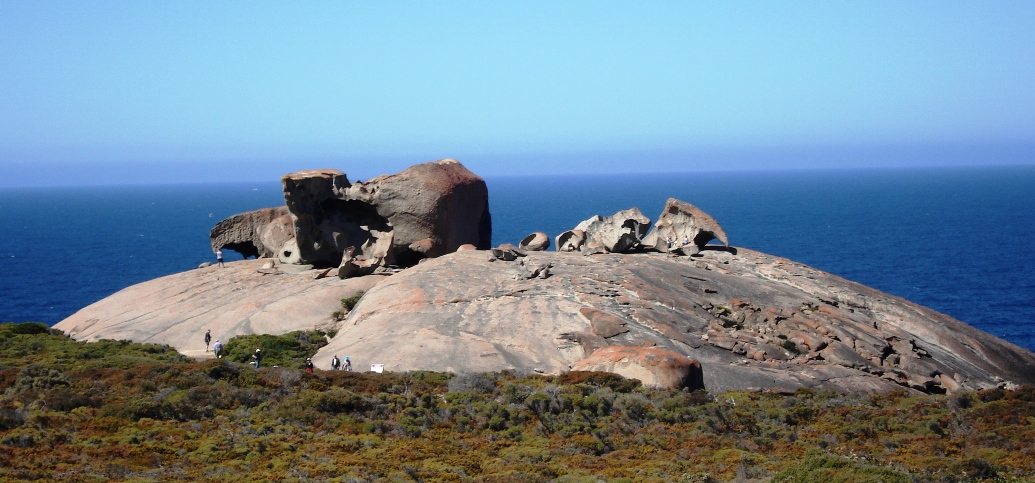
Remarkable Rocks

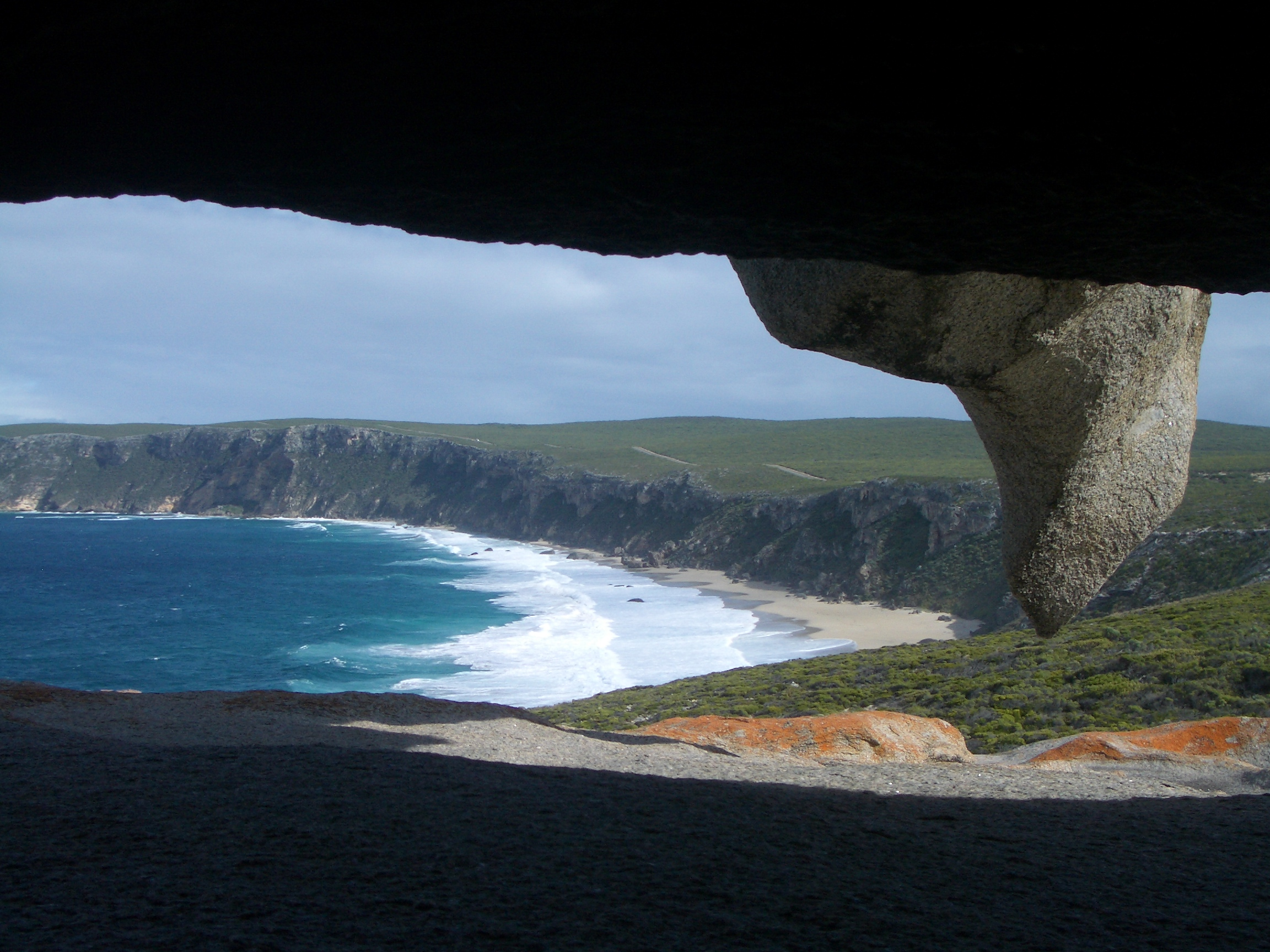
Blick von den Remarkable Rocks auf die Küste

- Seal Bay Conservation Park: Seelöwen-Reservat mit rund 700 Tieren an der Südküste (55 km SW Kingscote). Ranger führen die Besucher durch die Kolonie.
- Flinders Chase Nationalpark: Nationalpark an der Südwest-Spitze der Insel (103 km SW Kingscote). Die Gesteinsformationen Remarkable Rocks und der Felsbogen Admirals Arch am Cape du Couedic, unter dem eine Kolonie Neuseeländischer Seebären zu Hause ist, gehören zu den wichtigsten Sehenswürdigkeiten der Insel. Daneben ist der Park auch für die Leuchttürme von Cape Borda und Cape du Couedic sowie Koalas, besonders zutrauliche wilde Kängurus und zahlreiche andere Tiere berühmt.
- Leuchtturm am Cape Willoughby
- Kelly Hill Höhlen mit geführten Höhlentouren
- Kleine Sahara (Little Sahara): Formation von riesigen Sanddünen an der Südküste
- Mount Thisby / Prospect Hill: Aussichtspunkt mit 360-Grad-Inselpanorama
- Zwergpinguine an der Küste von Kingscote und Penneshaw, wo nach Sonnenuntergang Führungen vom Wildlife Service ins Nistgebiet angeboten werden.
- Murray Lagoon: Moorseen an der Südküste (50 km SW Kingscote), die Heimat vieler Sumpfvögel sind

## Beschränkungen
Aufgrund von Quarantänebestimmungen ist es verboten, Honigprodukte und Imkerausrüstungsgegenstände auf die Insel zu bringen. Kartoffeln, die eingeführt werden, müssen original verpackt sein. Weinrebenschnitt und Erde aus Weinstöcken sind der örtlichen Quarantänestelle anzuzeigen. Kaninchen sind auf der Insel nicht erlaubt.

## Freizeit

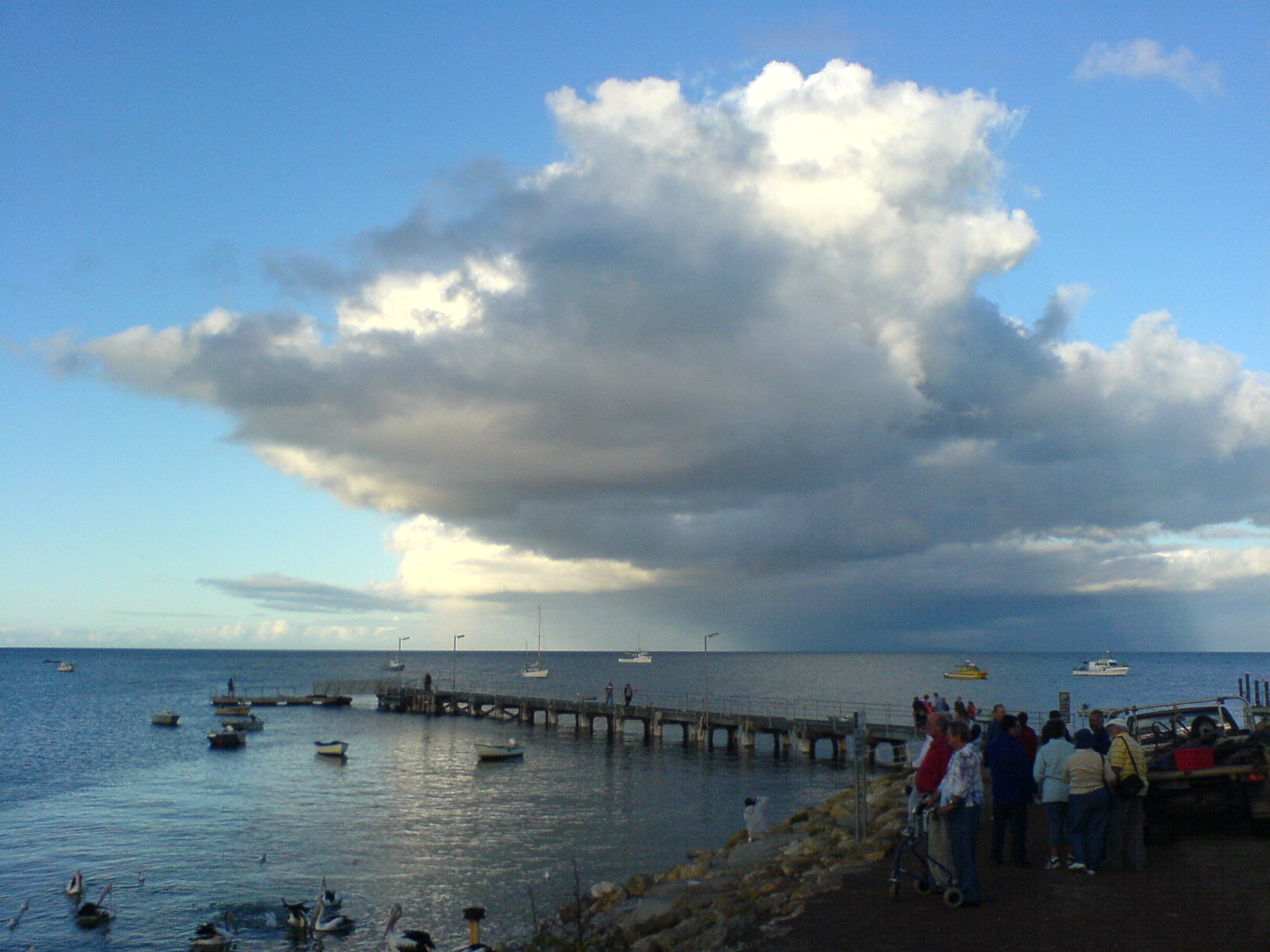
Pelikan-Fütterung in Kingscote

In den Buchten der Nordküsten wie Emu Bay, Stokes Bay oder Snelling Beach ist das Schwimmen relativ sicher. Die Südküste ist wegen gefährlicher Unterströmungen und der Haiangriffe auf die Seelöwenkolonie zum Schwimmen nicht empfehlenswert.
Zelten ist auf den ausgewiesenen Zeltplätzen, Caravan Parks oder Bushcamps in den Nationalparks erlaubt, ansonsten verboten. Das Angebot an Unterkünften ist reichhaltig über die gesamte Insel verteilt, sollte jedoch vor Anreise gebucht werden.
Geschäfte und Tankstellen befinden sich in den größeren Ortschaften Kingscote, Parndana, American River, Penneshaw (früher Hog Bay) und Vivonne Bay.